# Der kleine Prinz (Fernsehserie)
Der kleine Prinz ist eine französisch-deutsche computeranimierte Fernsehserie, die auf der Erzählung Der kleine Prinz des französischen Schriftstellers Antoine de Saint-Exupéry basiert. Insgesamt wurden von der Serie von 2010 bis 2016 78 Folgen gedreht, die deutschsprachige Erstausstrahlung begann am 2. Oktober 2011 auf Das Erste.

## Handlung
Die Serie spielt nach den Geschehnissen des bekannten Buches. Der kleine Prinz ist auf seinen Asteroiden B612 zurückgekehrt und lebt dort einträchtig mit seinem Freund, dem lustigen Fuchs, und seiner Geliebten, der schönen Rose. Doch eines Tages verlassen der kleine Prinz und der Fuchs ihr Zuhause und folgen der bösen Schlange durch das Weltall. Dabei besuchen sie 36 Planeten, auf denen der kleine Prinz den Bewohnern hilft, das von der Schlange gestiftete Unheil zu überwinden. Von all seinen Stationen schreibt der kleine Prinz Briefe an die Rose, die auf dem heimatlichen Asteroiden zurückgeblieben ist und auf seine Heimkehr wartet.
Im Dreiteiler "Der Planet des Vergessens" wird in Rückblenden gezeigt, was zu der langen Reise des kleinen Prinzen geführt hat. Die Schlange hatte einst ein Auge auf die Rose geworfen und war eifersüchtig auf das Glück des kleinen Prinzen. Darum redet sie der Rose ein, dass der kleine Prinz den Fuchs viel lieber hätte als sie. Doch glücklicherweise misslingt der heimtückische Plan der Schlange. Der kleine Prinz kann die Rose von seiner Liebe überzeugen und ihr klarmachen, dass in seinem Herzen genug Platz sowohl für sie als auch für den Fuchs wäre. Die boshafte Schlange will jedoch nicht aufgeben und stellt den kleinen Prinzen vor eine furchtbare Wahl: Entweder er bleibt bei seiner Rose und lässt zu, dass sie, die Schlange, weitere Planeten heimsucht oder er folgt ihr und beschützt die Bewohner des Sternensystems. Dafür muss er aber seine Rose verlassen. Kurz darauf hört der kleine Prinz die Stimme des Piloten, seines Bekannten von der Erde, der ihm zuredet, die Schlange aufzuhalten. Dafür schenkt er ihm ein Flugzeug, mit welchem er durch die Galaxie reisen kann. Schweren Herzens entscheidet sich der kleine Prinz schließlich dafür, die Schlange zu bekämpfen, und tritt mit dem Fuchs eine lange und abenteuerliche Reise an.
Nach vielen spannenden und gefährlichen Auseinandersetzungen mit der Schlange und ihren Handlangern, den Finsterlingen, kommt es schließlich im Dreiteiler "Der Planet der Schlange" zur finalen Auseinandersetzung. Als der kleine Prinz entdeckt, dass seine geliebte Rose von der Schlange entführt wurde, machen er und der Fuchs sich sofort auf die Suche nach ihr. Doch leider weiß der kleine Prinz nicht, wo sich der Planet der Schlange befindet. Auch viele seiner Freunde, die er auf seinen Reisen kennengelernt hat, können ihm nicht großartig helfen. Er erhält nur die Hinweise, das die Schlange dort zu finden ist, wo man alle Hoffnung verliert und kein einziger Stern leuchtet. Als der kleine Prinz tatsächlich beginnt seine Hoffnung zu verlieren, gelangen die beiden Freunde endlich auf den düsteren Planeten der Schlange. Dort sehen sie sich vielerlei Trugbildern und Fallen ausgesetzt. Schlussendlich gelangt der kleine Prinz aber doch noch an sein Ziel und muss sich der Schlange stellen. Als die Schlange droht, den kleinen Prinzen auszulöschen, stirbt die Rose vor Gram. Die Schlange ist völlig verwirrt, denn sie empfand auch etwas für die Rose. Als der kleine Prinz bemerkt, das er der Schlange mit Gewalt nicht beikommen kann, gebraucht er seine Fantasie und kann sie mit Hilfe seines Zeichenblocks, ebenfalls ein Geschenk des Piloten, vorerst einsperren. Heimgekehrt nach B612 begräbt der kleine Prinz das letzte Blütenblatt der Rose und bedauert ihren Tod. Benetzt von seinen Tränen wächst die Rose jedoch nach einiger Zeit wieder heran und lebt fortan wieder glücklich mit dem kleinen Prinzen und dem Fuchs.
Einige Zeit ist nach dem Kampf des kleinen Prinzen mit der Schlange vergangen und alles scheint friedlich. Doch dann droht im Dreiteiler "Neue Reisen durch die Galaxie" ein Planet mit Baobabbäumen mit dem Asteroiden des kleinen Prinzen zu kollidieren. Im letzten Moment kann der kleine Prinz den Aufprall verhindern, doch die Baobabbäume werfen einige von ihren Samen auf B612 ab. Nachdenklich betrachtet die Rose die daraus wachsenden Triebe und fragt den kleinen Prinzen, wo ihr eigener Same eigentlich hergekommen ist. Das weiß der kleine Prinz auch nicht und bietet der Rose an Nachforschungen bzgl. ihres Heimatplaneten anzustellen. Unterdessen sollen der Fuchs und die Rose verhindern, dass die Baobabbäume ins Unendliche wachsen und dem Asteroiden dadurch Schaden zufügen. Dies gelingt den beiden Streithähnen aber nicht und verzweifelt wenden sie sich an die Schlange, die immer noch im Zeichenblock des kleinen Prinzen gefangen ist. Diese bietet natürlich sofort scheinheilig ihre Hilfe an und beseitigt die wuchernden Bäume. Aber dann zeigt sie erneut ihr wahres Gesicht und schürt einen Streit zwischen Rose und Fuchs. Dadurch entstehen Finsterlinge, die der Schlange zur Flucht verhelfen. Nachdem sie der Rose eröffnet hat, dass sie ihrem Heimatplaneten bereits einen Besuch abgestattet hat, bricht sie sofort wieder ins All auf um neuen Schaden anzurichten. Dieses Mal verursacht sie eine kosmische Kettenreaktion, indem sie mit den Planeten Billard spielt. Nun bricht ein fürchterliches Chaos in der Galaxie aus, wodurch sich der kleine Prinz genötigt sieht, wieder auf eine Rettungsmission aufbrechen zu müssen. Unterstützung erhält er dabei von einem Geographen, einem König, einem Geschäftsmann, einem Jäger und Fuchs neuem Anhängsel Schimmerling, denen er auf seiner Suche nach dem Planeten der Rose begegnet ist. Und auch seine Rose selbst kann ihn dieses Mal begleiten, denn der Pilot schenkt dem kleinen Prinzen ein Gespann von Papiervögeln, die seinen gesamten Asteroiden ganz einfach durch das Sternsystem ziehen können.
Im letzten Dreiteiler der Serie "Der Planet der Rosen" treffen der kleine Prinz und seine Freunde einen kleinen Jungen namens Louis, der ganz allein auf einem Planeten lebt. Das Gespräch wird jäh unterbrochen, als ein schwerer Sturm aufzieht, der den Fuchs vom kleinen Prinzen trennt. Während Louis nun auf dem Planeten des kleinen Prinzen bleiben muss, sitzen Fuchs, Schimmerling, König und Geschäftsmann auf Louis’ Planeten fest. Als nächstes geraten der kleine Prinz, die Rose und Louis in einen Meteoritenschauer, bei dem B612 zerstört wird. Nicht lange danach erreichen sie endlich den Planeten der Rosen. Dort stellt sich heraus, dass das Volk der Rosen versteinert wurde. Dafür verantwortlich sind merkwürdige Krebse, die verhindern wollten, dass das Volk der Rosen eine gefährliche Waffe freisetzt. Diese Waffe bekam das Volk der Rosen einst von der Schlange, die die beiden Völker gegeneinander aufgehetzt hatte. Der kleine Prinz will mit den Krebsen reden und vertraut Louis seine Rose an. Mit seiner Hilfe löst die Rose ihr Volk aus der Versteinerung. Kaum befreit nimmt der rachsüchtige König der Rosen sofort wieder seine tödlichen Pläne auf, die alles Leben auf dem Planeten vernichten würden. Zwischenzeitlich treffen auch der Fuchs und die anderen auf dem Planeten der Rosen ein. Als die Schlange vor der Rose ihre Maske als Louis fallen lässt, überschlagen sich die Ereignisse. Sie will die Rose mit sich nehmen und den Planeten der Rosen endgültig zerstören. Die Rose weigert sich jedoch mit der Schlange zu gehen und warnt den kleinen Prinzen. Doch jede Hilfe scheint vergeblich, denn die Waffe kommt tatsächlich zum Einsatz. Selbst die geliebte Rose des kleinen Prinzen fällt ihr zum Opfer. In diesem Moment begreift die Schlange, was sie angerichtet hat. Sie muss sich eingestehen, dass sie der Rose mehr geschadet als genützt hat. Daraufhin tut sie etwas Unglaubliches: Sie rettet den kleinen Prinzen, damit er die Rose beschützten kann und verschlingt ihre eigene Waffe. Sofort werden alle Opfer der Schlange wieder lebendig und es kehrt Frieden auf dem Planeten der Rosen ein. Glücklich reist der kleine Prinz gemeinsam mit der Rose, dem Fuchs und all seinen neuen Freunden mit Louis’ Planeten wieder ab und begibt sich auf neue Abenteuer – heimlich verfolgt von der Schlange.

## Synchronisation
Die deutsche Synchronfassung entstand bei der Interopa Film GmbH, Berlin. Dr. Michael Nowka und Mario von Jascheroff führte Dialogregie.
| Rolle            | französische Sprecher    | deutsche Sprecher                                       |
| ---------------- | ------------------------ | ------------------------------------------------------- |
| Der kleine Prinz | Gabriel Bismuth-Bienaimé | Timmo Niesner (Staffel 1) Fabian Oscar Wien (Staffel 2) |
| Fuchs            | Franck Capillery         | Olaf Reichmann (Staffel 1) Robert Glatzeder (Staffel 2) |
| Rose             | Marie Gillain            | Annett Louisan                                          |
| Schlange         | Guillaume Gallienne      | Volker Lechtenbrink                                     |

## Episodenliste
| Nr. | Deutscher Titel                         | Originaltitel                        | Erstausstrahlung Frankreich | Deutschsprachige Erstausstrahlung (D) |
| --- | --------------------------------------- | ------------------------------------ | --------------------------- | ------------------------------------- |
| 1   | Der Planet der Zeit (1)                 | Planète du Temps (1)                 | 24. Dez. 2010               | 17. März 2012                         |
| 2   | Der Planet der Zeit (2)                 | Planète du Temps (2)                 | 24. Dez. 2010               | 18. März 2012                         |
| 3   | Der Planet des Feuervogels (1)          | Planète de l’Oiseau de Feu (1)       | 25. Feb. 2011               | 2. Okt. 2011                          |
| 4   | Der Planet des Feuervogels (2)          | Planète de l’Oiseau de Feu (2)       | 25. Feb. 2011               | 2. Okt. 2011                          |
| 5   | Der Planet des großen Erfinders (1)     | La planète Bubble Gob (1)            | 24. Dez. 2011               | 6. Apr. 2012                          |
| 6   | Der Planet des großen Erfinders (2)     | La planète Bubble Gob (2)            | 24. Dez. 2011               | 6. Apr. 2012                          |
| 7   | Der Planet des großen Erfinders (3)     | La planète Bubble Gob (3)            | 24. Dez. 2011               | 6. Apr. 2012                          |
| 8   | Der Planet der Musik (1)                | Planète de la Musique (1)            | 13. Juni 2011               | 9. Apr. 2012                          |
| 9   | Der Planet der Musik (2)                | Planète de la Musique (2)            | 13. Juni 2011               | 9. Apr. 2012                          |
| 10  | Der Planet der Winde (1)                | Planète des Éoliens (1)              | 24. Apr. 2011               | 3. Okt. 2011                          |
| 11  | Der Planet der Winde (2)                | Planète des Éoliens (2)              | 24. Apr. 2011               | 3. Okt. 2011                          |
| 12  | Der Planet der Dornen (1)               | La Planète de Jade (1)               | 7. Sep. 2011                | 19. März 2012                         |
| 13  | Der Planet der Dornen (2)               | La Planète de Jade (2)               | 7. Sep. 2011                | 20. März 2012                         |
| 14  | Der Planet des Sternenfängers (1)       | Planète de l’Astronome (1)           | 7. Aug. 2011                | 21. März 2012                         |
| 15  | Der Planet des Sternenfängers (2)       | Planète de l’Astronome (2)           | 7. Aug. 2011                | 22. März 2012                         |
| 16  | Der Planet des Schweigens (1)           | La Planète des Amicopes (1)          | 1. Nov. 2011                | 23. März 2012                         |
| 17  | Der Planet des Schweigens (2)           | La Planète des Amicopes (2)          | 1. Nov. 2011                | 24. März 2012                         |
| 18  | Der Planet des Geschichtenerzählers (1) | La Planète des Carapodes (1)         | 20. Feb. 2012               | 25. März 2012                         |
| 19  | Der Planet des Geschichtenerzählers (2) | La Planète des Carapodes (2)         | 21. Feb. 2012               | 26. März 2012                         |
| 20  | Der Planet der Nachtlichter (1)         | La Planète des Globus (1)            | 19. Okt. 2011               | 27. März 2012                         |
| 21  | Der Planet der Nachtlichter (2)         | La Planète des Globus (2)            | 19. Okt. 2011               | 28. März 2012                         |
| 22  | Der Planet der schiefen Ebenen (1)      | La Planète de Géhom (1)              | 23. Nov. 2011               | 29. März 2012                         |
| 23  | Der Planet der schiefen Ebenen (2)      | La Planète de Géhom (2)              | 23. Nov. 2011               | 30. März 2012                         |
| 24  | Der Planet der Bücher (1)               | La Planète de Libris (1)             | 23. Apr. 2012               | 9. Nov. 2012                          |
| 25  | Der Planet der Bücher (2)               | La Planète de Libris (2)             | 24. Apr. 2012               | 10. Nov. 2012                         |
| 26  | Der Planet des Weichenstellers (1)      | La Planète de Wagonautes (1)         | 17. Dez. 2011               | 20. Okt. 2012                         |
| 27  | Der Planet des Weichenstellers (2)      | La Planète de Wagonautes (2)         | 17. Dez. 2011               | 21. Okt. 2012                         |
| 28  | Der Planet der Wunschbäume (1)          | La Planète du Gargand (1)            | 2. Dez. 2012                | 28. Okt. 2012                         |
| 29  | Der Planet der Wunschbäume (2)          | La Planète du Gargand (2)            | 9. Dez. 2012                | 29. Okt. 2012                         |
| 30  | Der Planet der Wunschbäume (3)          | La Planète du Gargand (3)            | 16. Dez. 2012               | 30. Okt. 2012                         |
| 31  | Der Planet der Spieler (1)              | La Planète du Ludokaa (1)            | 27. Feb. 2012               | 2. Nov. 2012                          |
| 32  | Der Planet der Spieler (2)              | La Planète du Ludokaa (2)            | 23. Sep. 2012               | 3. Nov. 2012                          |
| 33  | Der Planet der fliegenden Schmiede (1)  | La Planète des Cublix (1)            | 26. Apr. 2012               | 31. Okt. 2012                         |
| 34  | Der Planet der fliegenden Schmiede (2)  | La Planète des Cublix (2)            | 27. Apr. 2012               | 1. Nov. 2012                          |
| 35  | Der Planet des Vergessens (1)           | La Planète des Bamalias (1)          | 1. Nov. 2012                | 6. Nov. 2012                          |
| 36  | Der Planet des Vergessens (2)           | La Planète des Bamalias (2)          | 1. Nov. 2012                | 7. Nov. 2012                          |
| 37  | Der Planet des Vergessens (3)           | La Planète des Bamalias (3)          | 1. Nov. 2012                | 8. Nov. 2012                          |
| 38  | Der Planet der Gefühle (1)              | La Planète des Lacrimavoras (1)      | 1. März 2012                | 4. Nov. 2012                          |
| 39  | Der Planet der Gefühle (2)              | La Planète des Lacrimavoras (2)      | 2. März 2012                | 5. Nov. 2012                          |
| 40  | Der Planet der Farben (1)               | La Planète de Coppelius (1)          | 16. Apr. 2012               | 22. Okt. 2012                         |
| 41  | Der Planet der Farben (2)               | La Planète de Coppelius (2)          | 17. Apr. 2012               | 23. Okt. 2012                         |
| 42  | Der Planet des verbotenen Lachens (1)   | La Planète du Grand Bouffon (1)      | –                           | 13. Nov. 2012                         |
| 43  | Der Planet des verbotenen Lachens (2)   | La Planète du Grand Bouffon (2)      | –                           | 14. Nov. 2012                         |
| 44  | Der Planet der zwei Gesichter (1)       | La planète d’Ashkabaar (1)           | 8. Mai 2012                 | 11. Nov. 2012                         |
| 45  | Der Planet der zwei Gesichter (2)       | La planète d’Ashkabaar (2)           | 8. Mai 2012                 | 12. Nov. 2012                         |
| 46  | Der Planet ohne Zukunft (1)             | La planète des Okidiens (1)          | 19. Apr. 2012               | 26. Okt. 2012                         |
| 47  | Der Planet ohne Zukunft (2)             | La planète des Okidiens (2)          | 20. Apr. 2012               | 27. Okt. 2012                         |
| 48  | Der Planet der Schlange (1)             | La planète du Serpent (1)            | 1. Mai 2013                 | 15. Nov. 2012                         |
| 49  | Der Planet der Schlange (2)             | La planète du Serpent (2)            | 9. Dez. 2012                | 16. Nov. 2012                         |
| 50  | Der Planet der Schlange (3)             | La planète du Serpent (3)            | 16. Dez. 2012               | 17. Nov. 2012                         |
| 51  | Der Planet des Riesen (1)               | La Planète du Géant (1)              | 23. Feb. 2012               | 24. Okt. 2012                         |
| 52  | Der Planet des Riesen (2)               | La Planète du Géant (2)              | 24. Feb. 2012               | 25. Okt. 2012                         |
| 53  | Neue Reisen durch die Galaxie (1)       | La Nouvelle Mission (1)              | 24. Dez. 2014               | 15. Apr. 2016                         |
| 54  | Neue Reisen durch die Galaxie (2)       | La Nouvelle Mission (2)              | 24. Dez. 2014               | 15. Apr. 2016                         |
| 55  | Neue Reisen durch die Galaxie (3)       | La Nouvelle Mission (3)              | 24. Dez. 2014               | 11. Aug. 2016                         |
| 56  | Der Planet der Narren (1)               | La Planéte du Grelon (1)             | 25. Dez. 2014               | 16. Apr. 2016                         |
| 57  | Der Planet der Narren (2)               | La Planéte du Grelon (2)             | 25. Dez. 2014               | 16. Apr. 2016                         |
| 58  | Der Planet des Orakel (1)               | La Planète de l’Oracle (1)           | –                           | 16. Apr. 2016                         |
| 59  | Der Planet des Orakel (2)               | La Planète de l’Oracle (2)           | –                           | 16. Apr. 2016                         |
| 60  | Der Planet der Kristalltränen (1)       | La Planète des Larmes de Cristal (1) | –                           | 17. Apr. 2016                         |
| 61  | Der Planet der Kristalltränen (2)       | La Planète des Larmes de Cristal (2) | –                           | 17. Apr. 2016                         |
| 62  | Der Planet der Schmetterlinge (1)       | La Planète des Nymphalides (1)       | –                           | 17. Apr. 2016                         |
| 63  | Der Planet der Schmetterlinge (2)       | La Planète des Nymphalides (2)       | –                           | 17. Apr. 2016                         |
| 64  | Der Planet von Feuer und Eis (1)        | La Planète de l’Oiseau de Glace (1)  | 20. Jan. 2016               | 24. Apr. 2016                         |
| 65  | Der Planet von Feuer und Eis (2)        | La Planète de l’Oiseau de Glace (2)  | 20. Jan. 2016               | 25. Apr. 2016                         |
| 66  | Der Planet der Sternenbahner (1)        | La Planète des Astrowagonautes (1)   | –                           | 26. Apr. 2016                         |
| 67  | Der Planet der Sternenbahner (2)        | La Planète des Astrowagonautes (2)   | –                           | 27. Apr. 2016                         |
| 68  | Der Planet des Riesenkometen (1)        | La Planète de la Comète Géante (1)   | –                           | 28. Apr. 2016                         |
| 69  | Der Planet des Riesenkometen (2)        | La Planète de la Comète Géante (2)   | –                           | 29. Apr. 2016                         |
| 70  | Der Planet in der Schwebe (1)           | La Planète du Garglux (1)            | –                           | 30. Apr. 2016                         |
| 71  | Der Planet in der Schwebe (2)           | La Planète du Garglux (2)            | –                           | 1. Mai 2016                           |
| 72  | Der Planet der großen Gräben (1)        | La Planète du Creusivor (1)          | 21. Jan. 2017               | 2. Mai 2016                           |
| 73  | Der Planet der großen Gräben (2)        | La Planète du Creusivor (2)          | 21. Jan. 2017               | 3. Mai 2016                           |
| 74  | Der Planet der Wolkenfresser (1)        | La Planète de l'arbre à nuage (1)    | –                           | 4. Mai 2016                           |
| 75  | Der Planet der Wolkenfresser (2)        | La Planète de l'arbre à nuage (2)    | –                           | 5. Mai 2016                           |
| 76  | Der Planet der Rosen (1)                | La Planète de la Rose (1)            | 20. Dez. 2015               | 6. Mai 2016                           |
| 77  | Der Planet der Rosen (2)                | La Planète de la Rose (2)            | 20. Dez. 2015               | 7. Mai 2016                           |
| 78  | Der Planet der Rosen (3)                | La Planète de la Rose (3)            | 20. Dez. 2015               | 8. Mai 2016                           |

## Auszeichnungen
Goldener Spatz
- 2012: Preis der Kinderjury in der Kategorie Animation